# جون رايدر (ملاكم)
جون رايدر (بالإنجليزية: John Ryder)‏ مواليد 19 يوليو 1988 في لندن، إنجلترا، هو ملاكم محترف بريطاني يصنف ضمن فئة الوزن المتوسط.

## إحصائيات
خاض خلال مسيرته 26 نزالا، فاز في 23 وخسر في 3. فاز بالضربة القاضية في 12 نزالا.

## روابط خارجية
- جون رايدر على موقع بوكس ريك (الإنجليزية) (registration required)